# University of London Press
La University of London Press (también conocida como UoL Press) es una editorial que forma parte de la Universidad de Londres. Con sede en la Escuela de Estudios Avanzados en la Senate House.

## Historia
La University of London Press se estableció originalmente en 1910. De 1949 a 1979 era conocida como Athlone Press.
En 2019, la University of London Press se volvió a lanzar como una editorial de acceso abierto especializada en "erudición distintiva a la vanguardia de las Humanidades".

## Publicaciones
La UoL Press publica libros y revistas de los siguientes institutos de la Escuela de Estudios Avanzados:
- Instituto de Estudios Legales Avanzados
- Instituto de Estudios Clásicos
- Instituto de Estudios de la Commonwealth
- Instituto de Estudios de Inglés
- Instituto de Investigaciones Históricas
- Instituto de Estudios Latinoamericanos
- Instituto de Investigación de Lenguas Modernas
- Instituto Warburg